# ガイウス・スエトニウス・トランクィッルス

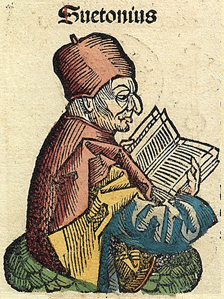
スエトニウス

ガイウス・スエトニウス・トランクィッルス（ラテン語: Gaius Suetonius Tranquillus, 70年頃 - 140年頃）は、ローマ帝国五賢帝時代の歴史家、政治家である。
終身独裁官ガイウス・ユリウス・カエサルおよび帝政ローマ初代皇帝アウグストゥスからドミティアヌスまでの11名のローマ皇帝、計12名の伝記である『皇帝伝（ラテン語: De vita Caesarum）』の著者として知られる。

## 経歴
ガイウス・スエトニウス・トランクィッルスは、ヒッポ・レギウス（現：アンナバ）出身とされるスエトニウス・ラエトゥスの子として産まれた。ラエトゥスはエクィテスに属しており、内戦時期はオト帝の下で、ゲルマニア・スペリオル属州総督であったアウルス・ウィテッリウスとのベドリアクムの戦い（69年）にも従軍した。
スエトニウスは元老院議員で歴史家であった小プリニウスとも親しかった。プリニウスはスエトニウスを物静かで勤勉であり、文筆に一身を捧げた人物と書き残している。小プリニウスはスエトニウスがイタリアの小規模な不動産を購入、そして未婚ないし子のいなかったスエトニウスにも免税の特権（通常3人の子の父親には認められた）を認めさせるようトラヤヌス帝との間を取り持つなど協力をしている。小プリニウスを通じてスエトニウスはトラヤヌスやハドリアヌスとも親しくなった。
また、スエトニウスは110年から112年まで小プリニウスがビテュニア及びポントス両属州のプロコンスルとして赴任した際に随行している。トラヤヌスの治世時には何らかの秘書官と公文書館の監督業務に携わっていたようである。
112年、スエトニウスはハドリアヌスより皇妃ウィビア・サビナ（en）に対する不敬な態度を咎められて解任される。スエトニウスの解任はハドリアヌスの行政改革を反映したものではないかと現在の解釈では考えられるので、再びハドリアヌスに用いられるようになった可能性はある。しかしながら122年以降、スエトニウスが再び職務に就いたという記録は残ってはいない。

## 「皇帝伝」

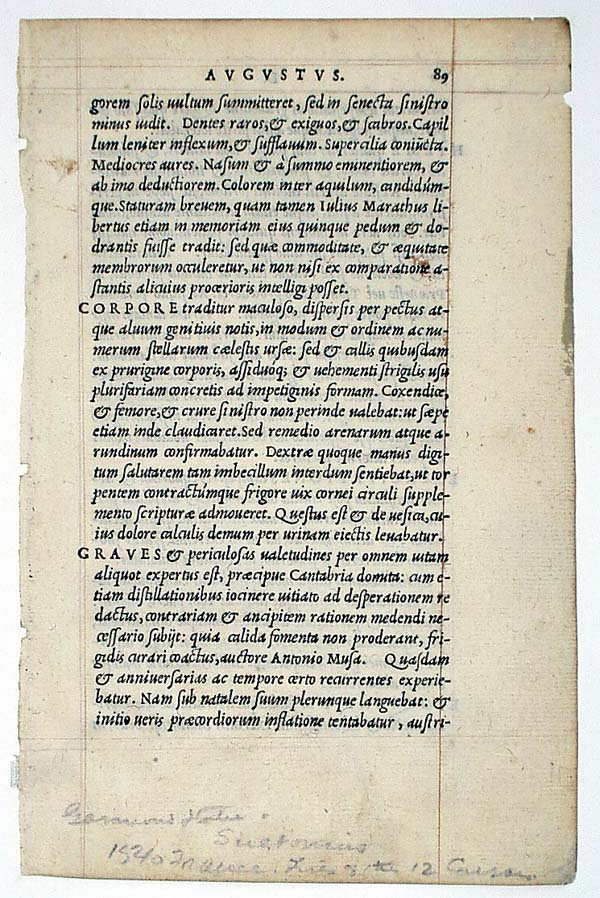
1540年にフランスで出版された『皇帝伝』の1ページ

スエトニウスは、「皇帝伝」（ラテン語原題：De vita Caesarum）の著者として広く記憶されている。皇帝伝はユリウス・カエサル、アウグストゥス、ティベリウス、カリグラ、クラウディウス、ネロ、ガルバ、オト、ウィテッリウス、ウェスパシアヌス、ティトゥスおよびドミティアヌスの伝記が含まれている。ただしカエサルについては始めの何章かが失われている。皇帝伝はおそらくはハドリアヌスの治世に書かれたものと思われ、スエトニウス本人の友人であり、119年にプラエフェクトゥス・プラエトリオであったガイウス・セプティキウス・クラルス（Gaius Septicius Clarus）に献呈されている。
この書物は、これらの諸帝を一定の様式で伝えている。すなわち、風貌の描写、前兆、系譜、引用、そしてその後にどの皇帝についても一貫した順序での経歴、事績を述べるに至る。スエトニウスは公共の備えのために蓄財した皇帝を「貪欲」とみなしたが、これは平均的なローマの中流階級の態度を反映したものであるかもしれない。

## 日本語訳
- スエトニウス『ローマ皇帝伝』 国原吉之助訳、岩波文庫（上下）、1986
- スウェートーニウス『ローマ皇帝伝　カエサル・アウグストゥス・ティベリウス』 角南一郎訳、現代思潮社「古典文庫」、1984。前半部のみの重訳